# Atún de sorra

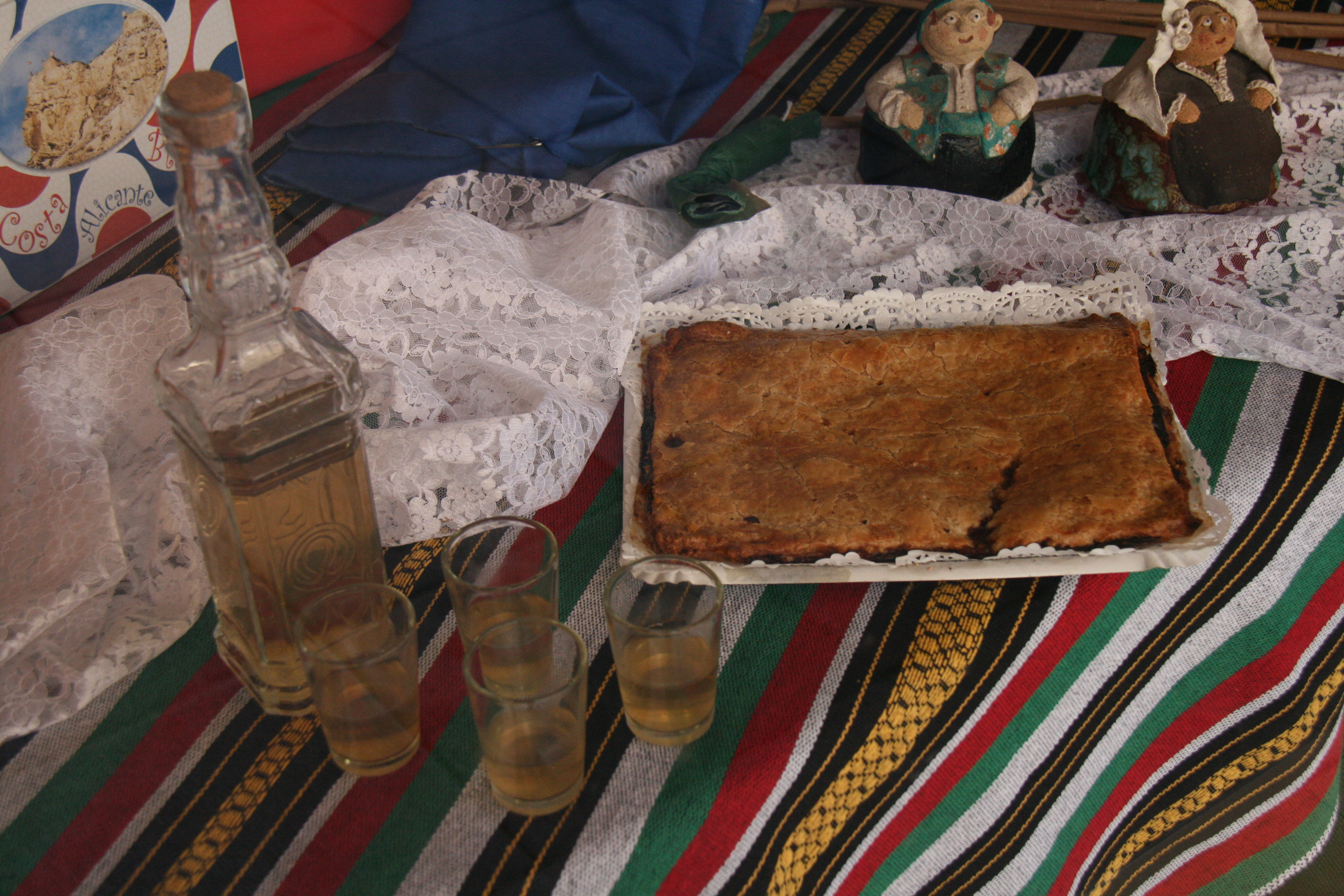
La coca amb tonyina alicantina.

El atún de sorra (tonyina de sorra en valenciano), denominada también ijada o atún de zorra, es una preparación del atún (zona de la barriga) que se elabora tradicionalmente en la cocina alicantina. Es la parte de la ventresca, la más grasa y sabrosa. Generalmente se prepara a la plancha, aunque puede encontrarse seco en salazón con aspecto muy parecido al jamón si se tiene en cuenta de las vetas de tocino que le suelen acompañar.

## Etimología
La palabra sorra, tanto en castellano como en valenciano, proviene del árabe سُرَّة surra, que significa ‘vientre’. Este arabismo se encuentra ya en textos culinarios medievales como el Llibre de Sent Soví o el Llibre de Coch.

## Historia
El atún de sorra posee muchas implicaciones en la historia culinaria de la provincia de Alicante. Algunas de las canciones jocosas de la guerra civil española ya mencionaban este plato:

Tú sabes que la manía

De toda la gente hoy día

Es tan sólo intercambiar,

Lo que se traduce en dar,

Por una, otra mercancía.

Y así ves a un carnicero

Dar carne por un sombrero,

Y he visto, por una gorra,

Darle a uno un palillero

Y un kilo de atún de arena. (...)

Tradicionalmente se ha empleado como relleno de la coca amb tonyina (‘coca de atún’), típica de las fiestas de San Juan.